# Форт-Сапплай (Оклахома)
Форт-Сапплай (англ. Fort Supply) — місто (англ. town) в США, в окрузі Вудворд штату Оклахома. Населення — 317 осіб (2020).

## Географія
Форт-Сапплай розташований за координатами 36°34′20″ пн. ш. 99°34′25″ зх. д. / 36.57222° пн. ш. 99.57361° зх. д. (36.572205, -99.573549).  За даними Бюро перепису населення США в 2010 році місто мало площу 0,57 км², уся площа — суходіл.

### Клімат
| Клімат : Форт-Сапплай                        | Клімат : Форт-Сапплай | Клімат : Форт-Сапплай | Клімат : Форт-Сапплай | Клімат : Форт-Сапплай | Клімат : Форт-Сапплай | Клімат : Форт-Сапплай | Клімат : Форт-Сапплай | Клімат : Форт-Сапплай | Клімат : Форт-Сапплай | Клімат : Форт-Сапплай | Клімат : Форт-Сапплай | Клімат : Форт-Сапплай | Клімат : Форт-Сапплай |
| Показник                                     | Січ.                  | Лют.                  | Бер.                  | Квіт.                 | Трав.                 | Черв.                 | Лип.                  | Серп.                 | Вер.                  | Жовт.                 | Лист.                 | Груд.                 | Рік                   |
| Абсолютний максимум, °C                      | 30,0                  | 33,3                  | 35,0                  | 37,2                  | 40,6                  | 43,3                  | 43,3                  | 43,9                  | 42,2                  | 36,7                  | 32,8                  | 30,0                  | 43,3                  |
| Середній максимум, °C                        | 8,9                   | 11,3                  | 16,1                  | 22,1                  | 26,1                  | 31,2                  | 34,4                  | 33,8                  | 29,2                  | 23,4                  | 15,7                  | 9,9                   | 21,9                  |
| Середній мінімум, °C                         | −6,4                  | −4,1                  | 0,4                   | 6,6                   | 12,3                  | 17,8                  | 20,3                  | 19,3                  | 14,3                  | 7,6                   | 0,1                   | −4,8                  | 6,9                   |
| Абсолютний мінімум, °C                       | −27,8                 | −24,4                 | −23,3                 | −8,3                  | −2,8                  | 1,7                   | 8,9                   | 4,4                   | −1,7                  | −9,4                  | −17,2                 | −25                   | −27,8                 |
| Норма опадів, мм                             | 15                    | 25                    | 43                    | 49                    | 94                    | 86                    | 62                    | 67                    | 53                    | 52                    | 28                    | 21                    | 598                   |
| -------------------------------------------- | --------------------- | --------------------- | --------------------- | --------------------- | --------------------- | --------------------- | --------------------- | --------------------- | --------------------- | --------------------- | --------------------- | --------------------- | --------------------- |
| Джерело: The Western Regional Climate Center |                       |                       |                       |                       |                       |                       |                       |                       |                       |                       |                       |                       |                       |

## Демографія
Згідно з переписом 2010 року, у місті мешкало 330 осіб у 134 домогосподарствах у складі 91 родини. Густота населення становила 574 особи/км².  Було 166 помешкань (289/км²).
Расовий склад населення:
| - 93,6 % — білих - 0,6 % — корінних американців - 2,4 % — осіб інших рас |

До двох чи більше рас належало 3,3 %. Частка іспаномовних становила 5,2 % від усіх жителів.
За віковим діапазоном населення розподілялося таким чином: 26,1 % — особи молодші 18 років, 53,3 % — особи у віці 18—64 років, 20,6 % — особи у віці 65 років та старші. Медіана віку мешканця становила 39,6 року. На 100 осіб жіночої статі у місті припадало 102,5 чоловіків;  на 100 жінок у віці від 18 років та старших — 105,0 чоловіків також старших 18 років.
Середній дохід на одне домашнє господарство  становив 46 928 доларів США (медіана — 38 500), а середній дохід на одну сім'ю — 53 672 долари (медіана — 46 518). За межею бідності перебувало 37,4 % осіб, у тому числі 57,0 % дітей у віці до 18 років та 11,1 % осіб у віці 65 років та старших.
Цивільне працевлаштоване населення становило 130 осіб. Основні галузі зайнятості: роздрібна торгівля — 23,1 %, освіта, охорона здоров'я та соціальна допомога — 19,2 %, сільське господарство, лісництво, риболовля — 13,8 %, публічна адміністрація — 13,1 %.